# Maków Podhalański
Maków Podhalański é um município da Polônia, na voivodia da Pequena Polônia e no condado de Sucha. Estende-se por uma área de 20,12 km², com 5 972 habitantes, segundo os censos de 2016, com uma densidade de 296,8 hab/km².